# Im Prater blüh’n wieder die Bäume (1929)
Im Prater blüh’n wieder die Bäume ist eine deutsche Stummfilmromanze aus dem Jahre 1929 von E. W. Emo mit Albert Paulig und Werner Fuetterer in den Hauptrollen.

## Handlung
Im Wien der „guten, alten Zeit“. Um in seinem Beritt wieder Sitte und Anstand einkehren zu lassen, gibt der Kommandant des 6. Ulanenregiments, Oberst von Rehlen, den Befehl heraus, dass ab sofort seinen Offizieren der private Umgang mit Ballettmädchen strikt untersagt ist. Wie ungünstig, dass ausgerechnet der ältere Herr selbst eine junge Dame vom Ballett namens Rita Dalmonti, die sich selbst als Fürstin ausgibt, kennen lernt und die ihm ausnehmend gut gefällt. 
Der alte Rehlen legt bei Anderen sehr viel Wert auf standesgemäßen Umgang und ist deshalb empört, als ausgerechnet sein Neffe, Oberleutnant Mucki von Rehlen, ankündigt, sich mit einer gewöhnlichen Wäscherin, der hübschen Christl Huber, zu verloben, zumal der Alte plant, die angebliche „Fürstin“ zu ehelichen. Mucki hat in Pepi Stahlener, einem Wiener Fiakerkutscher, Konkurrenz um Christls Gunst bekommen. Als sich derweil des alten Rehlen Fürstin als gewöhnliche Tänzerin entpuppt, wird Oberst von Rehlens Anti-Tänzerin-Befehl damit ad absurdum geführt, und er gibt seinem Neffen kleinlaut sein Einverständnis, Christl zu heiraten. Er selbst wird seine Liaison mit „Fürstin“ Rita heimlich weiterführen. Angesichts soviel Alt-Wiener Glückseligkeit wird im Prater getanzt und geküsst, und natürlich blüh’n dort auch wieder die Bäume …

## Produktionsnotizen
Gedreht im Juli 1929 im Jofa-Atelier von Berlin-Tempelhof und mit Außenaufnahmen in Wien, passierte Im Prater blüh’n wieder die Bäume die Zensur am 10. September desselben Jahres und wurde sieben Tage später in Berlins Titania-Palast uraufgeführt. Im Handlungsort Wien selbst lief der Streifen am 11. April 1930 an. Die Länge des mit Jugendverbot belegten Siebenakters betrug 2296 Meter. 
Die Produktionsleitung übernahm Produzent Liddy Hegewald, die Aufnahmeleitung Robert Leistenschneider. Die Filmbauten gestaltete Julius von Borsody.
Der 45-jährige Gelegenheitsschauspieler Alfred von Schluga war Berater in allen militärischen Angelegenheiten.
1958 entstand ein österreichischer Kinofilm mit demselben Titel, aber mit komplett anderem Inhalt.

## Kritiken
Emos Film Walzer- und Wien-selige Inszenierung fand durchgehend eine schwache Aufnahme. Nachfolgend drei Beispiele:
In der Vossischen Zeitung heißt es: Was Erich von Stroheims Hochzeitsmarsch kurz zuvor „zerfetzt und verlästert hat, das ist hier wieder eine wonnig-süße Erinnerung an Wiens ‚glückliche Zeit‘, wie sie sich die Filmautoren nun ein für allemal zusammengeträumt haben, um uns damit zu beglücken. Wir möchten den Traum mit der zaghaften Frage unterbrechen, ob so ein Film nötig ist, der hundert andere wiederholt – die auch nicht nötig waren.“
In der B.Z am Mittag ist zu lesen: „Finden Sie es komisch, wenn ein Militärarzt jedem Kranken, Kopf- und Beinleidenden Rizinusöl verschreibt? Halten Sie es für anregend, daß ein k. und k. Leutnant mit seinen Freunden wettet, ‚die Kleine heute noch auf seine Bude zu kriegen‘? Nennen Sie es unterhaltend, wenn ein dicker Schauspieler, als Offiziersbursche verkleidet, auf dem Fußboden sitzt und Kuchenkrümel auffrißt … dann gehen Sie in den Titania-Palast, wo man sich königlich über derlei amüsiert.“ Immerhin konstatierte der Rezensent „eine recht umsichtige, bildmäßig geglückte Regie E.W. Emos und ein paar darstellerische Nettigkeiten von Albert Paulig, Carl Auen und einem Neuling, Robert Thiem.“
Das Neue Wiener Journal schrieb: „Für die Darstellung im Film gibt es anscheinend nur ein Wien voll Heurigenmusik und Backhendlseligkeit, mit flotten Offizieren, Fiakern und Wäschermädeln. Aber man läßt es sich gern gefallen, wenn es so liebenswürdig dargestellt wird, wie in dem neuen Emo-Film.“